# 侠花列伝 襲名賭博
『侠花列伝 襲名賭博』（きょうかれつでん しゅうめいとばく）1969年9月27日に公開された日本の映画である。監督は小澤啓一。主演は松原智恵子。日活制作。

## 概要
昭和初期の上州鹿沢を舞台に、芸者と旅の侠客の巡り合わせの恋を中心に、あくどい親分の陰謀や、二転三転する恋愛、やくざの義理と人情と掟を絡めた映画である。

## キャスト
- 杉崎志満：松原智恵子
- 柿沢高次：藤竜也
- 小宮山マキ：梶芽衣子
- 向田周吉：江原真二郎
- 向田三千代：細川ちか子
- おけい：奈良岡朋子
- 川田重吉：佐野浅夫
- 本堂万蔵 ： 深江章喜
- 村井常松 ： 植村謙二郎
- 太吉： 久遠利三
- 三郎 ： 天坊準
- 軍次 ： 榎木兵衛
- 本堂源蔵 ： 見明凡太郎
- 正楽 ： 柳瀬志郎
- 田島 ： 河野弘
- 大平組代貸 ： 宮原徳平
- 留吉 ： 長浜鉄平
- ： 島村謙次
- ぐず安 ： 桂小かん
- 染勇 ： 葵千代
- 金車亭木戸番 ： 衣笠真寿雄
- 芸人 ： 玉井謙介
- 向田組組員： 荒井岩衛
- 本堂組組員 ： 高橋明、小林亘
- 料亭の女： 宮沢尚子
- すえ： 鈴村益代
- 本堂組組員： 田畑善彦、岩手征四郎
- 向田組組員：菊田一郎、水川国也
- ：小島克己
- 本堂組組員： 谷口芳昭
- 刺青 ： 河野光揚
- 所作指導： 笛田直一
- 技斗： 山口博義
- 菊本露八 ：高橋英樹

## スタッフ
- 監督 ： 小澤啓一
- 脚本： 星川清司
- 企画 ： 坂上静翁
- 音楽： 小杉太一郎

## 同時上映
『女の手配師 池袋の夜』
- 脚本：下飯坂菊馬 / 監督：武田一成 / 主演：和田浩治